# Richard Bleier
Richard Sidney Bleier (né le 16 avril 1987 à Davie, Floride, États-Unis) est un lanceur gaucher des Orioles de Baltimore de la Ligue majeure de baseball.

## Carrière
Joueur des Eagles de la Florida Gulf Coast University, Richard Bleier est choisi par les Rangers du Texas au 6e tour de sélection du repêchage de 2008. Il joue en ligues mineures avec des clubs affiliés aux Rangers de 2008 à 2013. Il joue la saison 2014 avec des équipes affiliés aux Blue Jays de Toronto (qui le réclament au repêchage de la règle 5 le 12 décembre 2013), puis avec des clubs-écoles des Nationals de Washington en 2015. 
Mis sous contrat par les Yankees de New York, c'est avec cette équipe qu'il fait à l'âge de 29 ans ses débuts dans le baseball majeur le 30 mai 2016. Il joue 23 matchs des Yankees comme lanceur de relève en 2016 et maintient une excellente moyenne de points mérités de 1,96 en 23 manches lancées.
Il est transféré aux Orioles de Baltimore le 21 février 2017 contre un joueur à être nommé plus tard ou une compensation financière.
En 2012, Bleier lance pour l'équipe d'Israël durant le tournoi de qualification à la Classique mondiale de baseball 2013, mais la sélection ne décroche pas de qualification. Tentant de décrocher un poste chez les Orioles de Baltimore, il décline l'invitation de jouer pour Israël à la Classique mondiale de baseball 2017.